# True Crime: Streets of LA
True Crime: Streets of LA é um jogo eletrônico de ação-aventura desenvolvido pela Luxoflux e publicado pela Activision. Foi lançado em novembro de 2003 para GameCube, PlayStation 2 e Xbox, em maio de 2004 para Microsoft Windows, onde foi publicado pela Aspyr, e em março de 2005 para Mac OS X. Uma adaptação para telefone celular foi lançada em novembro de 2004.
Streets of LA conta a história de Nicholas Kang, um policial intransigente de Los Angeles que é recrutado para a Elite Operations Division a fim de investigar uma série de atentados em Chinatown. À medida que se aprofunda no caso, descobre que pode estar ligado ao desaparecimento de seu pai policial vinte anos antes. O jogo apresenta uma recriação de 240 milhas quadradas (622 km²) de uma grande parte de Los Angeles, incluindo a maior parte de Beverly Hills e Santa Mônica, com a maioria dos nomes de ruas, pontos de referência e rodovias sendo reproduzidas com precisão.
Streets of LA recebeu avaliações geralmente positivas. Críticas comuns foram atribuídas aos seus problemas gráficos e técnicos, ao seu protagonista e para sua jogabilidade. Muitos revisores, no entanto, elogiaram a natureza ambiciosa do jogo, sua ambientação, a diferenciação entre ele e Grand Theft Auto III, o enredo ramificado e a 'sensação' geral. O jogo foi um sucesso comercial, vendendo mais de três milhões de unidades em todo o mundo em todas as plataformas. A franquia True Crime continuou em 2005, com o lançamento de True Crime: New York City.

## Desenvolvimento
O jogo foi anunciado pela primeira vez em 15 de maio de 2002, quando a Activision revelou que a Luxoflux estava desenvolvendo um "jogo de corrida de ação original inspirado em filmes de ação de Hong Kong" para PlayStation 2, Xbox e GameCube. O vice-presidente executivo da Activision Worldwide Studios, Larry Goldberg, disse:
"A condução baseada em missões e a ação-aventura colidem nesta nova direção ousada para o entretenimento interativo. Infundido com o toque único dos filmes de ação de Hong Kong, True Crime: Streets of LA permite que os jogadores experimentem em primeira mão as acrobacias de carros, chamadas de perto, raciocínio rápido e alta ação que são sinônimos desse estilo distinto dos cinemas."
A Activision afirmou que o jogo combinava a jogabilidade de beat 'em ups, jogos de tiro em terceira pessoa e jogos de combate veicular, e incluiria mais de vinte missões ramificadas e múltiplos finais. Eles também revelaram que o jogo recriaria 400 milhas quadradas (1 036 km²) de Los Angeles, e o jogador poderia visitar vários pontos de referência desta cidade. Embora estivesse apenas 40% concluído, True Crime foi exibido pela primeira vez no evento da E3 2002 em maio, onde foi programado para ser lançado em abril de 2003. A Activision enfatizou a precisão geográfica de Los Angeles do jogo, bem como os diferentes estilos de jogabilidade.
Em dezembro, a Activision mostrou uma versão 60% completa do jogo. Eles revelaram que o tamanho de Los Angeles havia sido reduzido para cerca de 777 km². Para recriar a cidade, os desenvolvedores usaram imagens comerciais de satélite, GPS e fotografias tradicionais, com a cidade no jogo se estendendo de Hollywood Hills a Downtown, Santa Mônica e Marina del Rey. Eles também revelaram detalhes do enredo ramificado, com muitas fases com duas ou três cenas de abertura, dependendo do que o jogador fez nas fases anteriores. Eles enfatizaram que seria raro o jogador encontrar uma tela de "Game Over"; geralmente uma missão falhada simplesmente levará a uma fase posterior por um caminho diferente do jogador que completou a missão com sucesso. Eles também revelaram que o jogo teria três finais completamente diferentes e que o jogador poderia jogar várias vezes, experimentando uma narrativa diferente e fases diferentes a cada vez. Eles também anunciaram que o jogo apresentaria cerca de cem crimes aleatórios que o jogador possui a opção de resolver enquanto dirige pela cidade. O sistema "Good Cop/Bad Cop" também foi mostrado pela primeira vez, embora ainda estivesse em um estado de desenvolvimento inicial. A escalação do ator Russell Wong como o protagonista Nick Kang, e Gary Oldman como o vilão principal do jogo, também foi anunciada.
Em abril de 2003, a Activision anunciou o elenco principal de dubladores; assim como Russell Wong e Gary Oldman, o jogo também contaria com Christopher Walken, CCH Pounder, James Hong, Mako, Ron Perlman e Keone Young. Vários dias depois, Michelle Rodriguez e Michael Madsen também foram adicionados ao elenco.
O jogo foi exibido em seguida na E3 2003, em maio. Embora não tenha sido uma versão final, tanto a IGN quanto a GameSpot ficaram impressionadas. Sam Bishop, da IGN, escreveu que "está claro que a Luxoflux não está tentando criar um clone rápido e sujo de Grand Theft Auto". Jeff Gerstmann, da GameSpot, elogiou a integração dos tipos de jogabilidade, escrevendo: "A parte interessante é como todas essas mecânicas de jogo se unem para formar um jogo orientado por missões, mas aberto". Durante o evento, a Activision anunciou novamente que o tamanho da cidade do jogo havia sido reduzido, desta vez para 622 km². No entanto, eles também anunciaram que mais de cem pontos de referência em Los Angeles foram apresentados no jogo, em suas localizações geográficas exatas, como o Los Angeles Convention Center e o Staples Center.
Na preparação para o lançamento do jogo, a Activision anunciou que True Crime seria portado para telefone celular pela MFORMA. Em 22 de outubro, eles enviaram a versão final do jogo para sites dedicados ao ramo. Vários dias depois, eles confirmaram os rumores de que Snoop Dogg era um personagem desbloqueável, com sua própria missão e carro. Eles também anunciaram que assinaram um contrato de licenciamento exclusivo com a PUMA; Kang estaria vestindo várias peças do catálogo de outono de 2003 da PUMA. Barney Waters, diretor de marketing da PUMA North America declarou: "Os jogos eletrônicos são um fenômeno com um apelo diversificado. Dos skatistas aos hipsters e fashionistas, os jogos são o denominador comum para um público amplo e um meio distinto para a PUMA utilizar a fim de interagir com os consumidores".

### Processo legal
No final de outubro de 2003, duas semanas antes do lançamento programado do jogo para 4 de novembro, o romancista Robert Crais afirmou que o protagonista do jogo, Nicholas Kang, era uma cópia direta do protagonista de muitos dos romances de Crais, Elvis Cole. Crais entrou com um processo alegando que "True Crime é substancialmente semelhante aos romances de Elvis Cole" e acusou a Activision de copiar "expressões protegidas". O processo pedia uma liminar para impedir que a Activision lançasse o jogo, por danos monetários não revelados e pela "destruição de todos os trabalhos infratores".
O processo não impediu o lançamento programado do jogo e, em 6 de novembro, Crais retirou totalmente a queixa. Depois de revisar os materiais de desenvolvimento da Luxoflux para o jogo, Crais ficou satisfeito que o designer-chefe Peter Morawiec não havia copiado o personagem Cole, mas na verdade era um fã de Crais e estava prestando homenagem ao seu trabalho. Pouco tempo depois, Crais divulgou um comunicado em seu site oficial, no qual escreveu:
"A resposta aberta e honrosa da Activision e da Luxoflux me surpreendeu e me impressionou. Eles permitiram a mim e aos meus advogados acesso total a uma versão especial de pré-lançamento desbloqueada do jogo, forneceram um script de jogo completo, fluxogramas do jogo em ação e forneceram esclarecimentos importantes sobre declarações que foram atribuídas ao Sr. Morawiec (acontece que o cara era fã do meu trabalho, e estava simplesmente expressando sua admiração). Em suma, eles fizeram um trabalho muito bom de desarmar o que poderia ter sido uma situação feia. Com base em nossa análise desses materiais, concluímos que a Activision não infringiu meus direitos autorais. Assim, encerrei o processo contra todas as partes. Quero agradecer à Activision, Luxoflux e ao Sr. Morawiec pela natureza cooperativa em que levaram o caso a uma conclusão rápida. Cínicos, por favor, note: Nenhum dinheiro trocado de mãos. E, por último, fique avisado que passei várias horas analisando este jogo incrível. Isso arrasa."

### Porte para PC
O porte para PC do jogo foi anunciado pela Activision em 29 de janeiro de 2004, embora nenhum detalhe tenha sido dado sobre quem o portaria ou quando seria lançado. A única informação sólida era que apresentaria um componente multijogador on-line. Mais detalhes foram revelados em 18 de fevereiro. O jogo estava sendo portado pela LTI Gray Matter e apresentaria cinco modos de jogo on-line diferentes; "Street Racing" (corrida de carros personalizáveis), "Dojo Master" (lutando em equipes ou individualmente), "Battle Master" (o mesmo que Dojo Master, mas com armas), "The Beat" (quatro jogadores competem para fazer mais prisões em um tempo definido) e "Modo Chase" (um jogador joga como criminoso e tenta evitar ser pego pelos outros jogadores, que jogam como policiais). O porte também apresentaria várias novas armas, gráficos aprimorados, trinta músicas adicionais e controles otimizados para PC.
Em março, a Activision anunciou que a versão para PC também apresentaria skins de personagens não encontradas nas versões de console, principalmente personagens de outros jogos da Activision; Pitfall: The Lost Expedition, Vampire: The Masquerade - Bloodlines, Call of Duty e as franquias Tony Hawk's e Tenchu. No final de março, mais detalhes foram anunciados sobre a nova trilha sonora do jogo. Trinta e duas faixas licenciadas estavam sendo adicionadas, principalmente faixas de rock de artistas como Alice in Chains, Queensrÿche, Spineshank e Stone Sour. Em 14 de abril, a Activision apresentou uma versão quase finalizada do jogo em um evento de jogos em São Francisco. Dan Adams, da IGN, elogiou os gráficos superiores e os controles específicos do PC. A produção do porte foi finalizada em 3 de maio.

## Ligações Externas
- True Crime: Streets of LA. no IMDb.
- True Crime: Streets of LA no MobyGames